# Schlicker Zinnen
Le Schlicker Zinnen est une montagne culminant à 2 578 m d'altitude dans les Alpes de Stubai.

## Géographie
Le Schlicker Zinnen est formé de plusieurs aiguilles, notamment le Steingrubenwand au nord. Il se situe dans le chaînon du Kalkkögel. Au sud-ouest se trouve le Steingrubenkogel et au nord-est le Hochtennspitze.

## Ascension
Il n'existe pas de sentier balisé amenant au sommet. Le plus souvent, l'ascension se fait à la suite du Hochtennspitze, en partant du refuge Adolf-Pichler.